# برشلونة موسم 2020–21
كان موسم 2020–21 الموسم الحادي والعشرين بعد المائة في تاريخ برشلونة والموسم التسعين تواليًا للنادي في الدرجة الأولى من الدوري الإسباني. بالإضافة إلى الدوري المحلي، شارك برشلونة في نُسخ الموسم من كأس ملك إسبانيا وكأس السوبر الإسباني ودوري أبطال أوروبا. غطى الموسم الفترة ما بين 15 أغسطس 2020 إلى 30 يونيو 2021، وبدأ متأخرًا بسبب جائحة فيروس كورونا. وكان الموسم الأخير لليونيل ميسي مع النادي.

## نظرة عامة

### أغسطس
أعلن النادي يوم 17 أغسطس إقالة كيكي سيتين كمدرب للفريق الأول وذلك بعد سبعة أشهر فقط من تعيينه خلفًا لأرنستو فالفيردي.
وأعلن النادي يوم 19 أغسطس تعيين الهولندي رونالد كومان اللاعب السابق لبرشلونة كمدرب جديد للفريق الأول وذلك بعقدٍ يمتد إلى الثلاثين من يونيو 2022.

### سبتمبر
أعلن النادي يوم 1 سبتمبر وصوله إلى اتفاق مع نادي إشبيلية حول انتقال إيفان راكيتيتش مقابل مليون ونصف المليون يورو.
وقد أمضى الكرواتي 6 سنواتٍ مع النادي حصد فيها 13 بطولةً وسجل 36 هدفًا.
لعب الفريق أولى مبارياته التحضيرية يوم 12 سبتمبر في ملعب يوهان كرويف ضد جاره الكتالوني خيمناستيك طركونة وفاز برشلونة بالمباراة بنتيجة 3–1.
يوم 15 سبتمبر، تم تقديم ميراليم بيانيتش رسميًّا في الكامب نو كلاعبٍ جديدٍ للبارسا. وسيرتدي لاعب الوسط البوسني القميص رقم 8.
لعب الفريق ثاني مبارياته التحضيرية يوم 16 سبتمبر في ملعب يوهان كرويف ضد جار كتالوني آخر هو جيرونا وفاز بالمباراة بنتيجة 3–1.
لعب الفريق ثالث وآخر مبارياته التحضيرية للموسم الجديد يوم 19 سبتمبر ضد نادي إلتشي الصاعد حديثًا لدوري الدرجة الأولى الإسباني وذلك ضمن منافسة كأس جوان غامبر الودية التي تقام سنويًّا في ملعب الكامب نو. وانتهت المباراة بفوز برشلونة بهدف نظيف سجّله غريزمان.
يوم 21 سبتمبر، وصل النادي إلى اتفاق مع نادي باوك حول انتقال موسى واغيه إلى النادي اليوناني بنظام الإعارة لبقية الموسم بدون خيار الشراء.
يوم 22 سبتمبر، وصل برشلونة إلى اتفاق مع نادي إنتر ميلان حول انتقال أرتورو فيدال مقابل مليون يورو. وقد قضى التشيلي موسمين مع النادي شارك فيهما في 96 مباراة وسجل 11 هدفًا.
يوم 23 سبتمبر، أعلن النادي انتقال نيلسون سيميدو إلى نادي وولفرهامبتون واندررز الإنجليزي مقابل 30 مليون يورو زائد 10 ملايين يورو من المتغيرات. وقد أمضى الظهير البرتغالي ثلاث مواسم مع البارسا شارك فيها في 122 مباراة.
وفي اليوم ذاته، أعلن النادي وصوله إلى اتفاق مع نادي أتلتيكو مدريد حول انتقال لويس سواريز إلى صفوف النادي المدريدي في صفقة انتقال حرّ. وقد أمضى المهاجم الأوروغواياني ستة مواسم مع برشلونة سجل فيها 198 هدفًا وحصد 13 بطولة.
يوم 27 سبتمبر، فاز برشلونة بأولى مبارياته في الدوري والتي جمتعه بفياريال في الكامب نو وذلك بنتيجة أربعة أهداف نظيفة: ثنائية من أنسو فاتي، تبعتها ركلة جزاء من ميسي ثم هدف ذاتي من لاعب فياريال باو توريس.

### أكتوبر
في الأول من أكتوبر، أعلن برشونة تعاقده مع الظهير الأيمن الأمريكي سيرجينو ديست قادمًا من أياكس أمستردام مقابل 21 مليون يورو زائد 5 ملايين من المتغيرات. وفي نفس اليوم، فاز برشلونة في ثاني مبارياته في الدوري على سيلتا فيغو بنتيجة 0–3. سجل أول الأهداف أنسو فاتي، ثم عكس لاعب سيلتا فيغو لوكاس أولازا تمريرة ميسي في مرماه مسجلًا الهدف الثاني لبرشلونة، قبل أن يحسم سيرجي روبيرتو الفوز بهدف ثالث في الرمق الأخير من المباراة. وكان هذا أول فوز لبرشلونة في ملعب بالايدوس منذ خمس سنوات.
في الرابع من أكتوبر، تعادل برشلونة على أرضه بنتيجة 1–1 أمام إشبيلية في ثالث مبارياته في الليغا. افتتح لوك دي يونغ التسجيل للفريق الضيف في الدقيقة الثامنة وعادل فيليبي كوتينيو النتيجة بعد ذلك بدقيقتين.
في الخامس من أكتوبر، وافق النادي على إعارة جان-كلير توديبو إلى نادي بنفيكا لمدة موسمين مع إمكانية الشراء مقابل 20 مليون يورو. كما أعلن النادي انضمام رافينيا إلى صفوف نادي باريس سان جيرمان في صفقة انتقال حرّ.
في السابع عشر من أكتوبر، تكبَّدَ برشلونة أولى خسائره في الموسم بعدما خسر بنتيجة 1–0 أمام مضيفه خيتافي على أرض الأخير. جاء هدف المباراة الوحيد من ركلة جزاء نفذها خايمي ماتا.
في العشرين من أكتوبر، استهلّ برشلونة مشواره في دوري الأبطال بفوز عريض بنتيجة 5–1 أمام فيرينتسفاروشي، بطل الدوري المجري. سجل أهداف برشلونة الخمسة بالترتيب كلٌّ من ميسي وفاتي وكوتينيو وبيدري وديمبيلي. وكانت تلك أول مباراة في تاريخ دوري أبطال أوروبا يسجل فيها لاعبان لم يتمَّا بعدُ سنَّ الـ18 عامًا لنفس الفريق (أنسو فاتي وبيدري). ولاحقًا في ذات اليوم، أعلن النادي تمديدَهُ لعقود مجموعةٍ من لاعبيه: جيرارد بيكيه حتى 2024، مارك أندريه تير شتيغن حتى 2025، فرينكي دي يونغ وكليمان لينغليه حتى 2026.
في الرابع والعشرين من أكتوبر، خسر برشلونة بنتيجة 1–3 على أرضه أمام غريمه ريال مدريد في الكلاسيكو. افتتح فيديريكو فالفيردي التسجيل مبكرًا للضيوف وذلك في الدقيقة الخامسة قبل أن يعادل أنسو فاتي النتيجة لبرشلونة بعدها بثلاث دقائق، ليصبح بذلك ثاني أصغر لاعب يسجل هدفًا في الكلاسيكو ومسجلًا هدف برشلونة رقم 400 في تاريخ المواجهة. في الشوط الثاني، سجل سيرخيو راموس من ركلة جزاء وحسم لوكا مودريتش الموقعة لصالح الملكي بهدف في الدقيقة التسعين.
في السابع والعشرين من أكتوبر، أعلن الرئيس جوسيب ماريا بارتوميو استقالته واستقالةَ مجلس الإدارة التابع له، وذلك بعد ستة أعوام من توليه مهام رئاسة النادي.
في الثامن والعشرين من أكتوبر، فاز برشلونة بنتيجة 0–2 على مضيفه يوفنتوس في إطار منافسات المجموعة السابعة في دوري أبطال أوروبا. افتتح عثمان ديمبيلي العائدُ من الإصابة التسجيل لبرشلونة في الدقيقة الرابعة عشر وعزز ميسي النتيجة بهدف ثانٍ من ركلة جزاء في الوقت بدل الضائع من الشوط الثاني.
في الواحد والثلاثين من أكتوبر، تعادل برشلونة بنتيجة 1–1 مع ديبورتيفو ألافيس على أرض الأخير. في الشوط الأول، استغل مهاجم ألافيس لويس ريوخا سوء تفاهمٍ بين حارس البارسا نيتو ومدافعه جيرارد بيكيه ليفتتح التسجيل، قبل أن يعادل أنطوان غريزمان النتيجة لبرشلونة في الشوط الثاني مسجلًا أول أهدافه في الموسم. ورغم كثرة المحاولات وتلقي أحد لاعبي ألافيس لبطاقة حمراء، إلا أن برشلونة لم ينحج في تسجيل هدف الفوز، ليكون بذلك قد لعب أربع مباريات متتالية في الدوري دون الظفر بالنقاط الثلاث في أي منهم.

### نوفمبر
في الرابع من نوفمبر، تغلب برشلونة بنتيجة 2–1 على ضيفه دينامو كييف في ثالث مبارياته في دور المجموعات في دوري أبطال أوروبا. اكتسب ميسي ركلة جزاء في الدقائق الأولى من المباراة وترجمها بنجاح، ثم عزز بيكيه النتيجة لبرشلونة من خلال رأسية جعلته ثاني أكثر مدافع تسجيلًا للأهداف في تاريخ دوري الأبطال بعد المدافع المعتزل لريال مدريد روبرتو كارلوس. وقلص فيكتور تسيهانكوف النتيجة للضيوف في ربع الساعة الأخير من المباراة.
في السابع من نوفمبر، عاد برشلونة إلى سكة الانتصارات في الدوري بتغلبه بنتيجة 5–2 على ريال بيتيس في الكامب نو. سجل أهداف برشلونة كلٌّ من ديمبيلي وغريزمان وميسي (ثنائية) وبيدري.
في الحادي والعشرين من نوفمبر، خسر برشلونة بنتيجة 1–0 أمام أتلتيكو مدريد على أرض الأخير، ليكون بذلك قد خسر ثلاثًا من مبارياته الخمس الأخيرة في الدوري. جاء هدف المباراة الوحيد بقدم البلجيكي يانيك فيريرا كاراسكو الذي استغل تقدم الحارس تير شتيغن إلى وسط الملعب ليراوغه ويضع الكرة في الشباك الخالية وذلك قُبيل نهاية الشوط الأول. وكان ذلك الفوز الأول لأتلتيكو مدريد على برشلونة في الدوري الإسباني منذ تعيين دييغو سيميوني مدربًا للفريق في
ديسمبر 2011.
في الرابع والعشرين من نوفمبر، تأهل برشلونة رسميًّا إلى دور الـ16 من دوري أبطال أوروبا بعد تغلبه برباعية نظيفة على مضيفه دينامو كييف في إطار منافسات الجولة الرابعة من دور المجموعات. سجل أهدافَ برشلونة الأربعة كلٌّ من سيرجينو ديست، الذي سجل هدفه الأول مع النادي، ومارتين برايثوايت (ثنائية) وغريزمان.

## ما قبل الموسم والمباريات الودية
فوز
  تعادل
  خسارة
  مباراة لم تلعب بعد
| 12 سبتمبر 2020 مباراة ودية | برشلونة                                                  | 3–1   | خيمناستيك    | سان خوان ديسباي، إسبانيا |
| 19:00 ت.و.أ.ص              | - ديمبيلي 6' - غريزمان 17' (ركلة.) - كوتينيو 51' (ركلة.) | تقرير | - بونيلا 31' | الملعب: ملعب يوهان كرويف |

| 16 سبتمبر 2020 مباراة ودية | برشلونة                       | 3–1 | جيرونا     | سان خوان ديسباي، إسبانيا |
| 19:00 ت.و.أ.ص              | - كوتينيو 21' - ميسي 45'، 51' |     | - سايز 46' | الملعب: ملعب يوهان كرويف |

| 19 سبتمبر 2020 كأس جوان غامبر | برشلونة      | 1–0   | إلتشي | برشلونة، إسبانيا |
| 19:00 ت.و.أ.ص                 | - غريزمان 2' | تقرير |       | الملعب: كامب نو  |

## المنافسات

### نظرة عامة
| المنافسة            | أول مباراة     | آخر مباراة    | الدور الافتتاحي | المركز النهائي | السجل | السجل | السجل | السجل | السجل | السجل | السجل | السجل   |
| المنافسة            | أول مباراة     | آخر مباراة    | الدور الافتتاحي | المركز النهائي | لعب   | ف     | ت     | خ     | له    | عليه  | ف.أ.  | الفوز % |
| ------------------- | -------------- | ------------- | --------------- | -------------- | ----- | ----- | ----- | ----- | ----- | ----- | ----- | ------- |
| الدوري الإسباني     | 27 سبتمبر 2020 | 22 مايو 2021  | يوم المباراة 1  | المركز الثالث  | 38    | 24    | 7     | 7     | 85    | 38    | +47   | 063٫16  |
| كأس ملك إسبانيا     | 21 يناير 2021  | 17 أبريل 2021 | دور الـ32       | الفائز         | 6     | 5     | 0     | 1     | 16    | 6     | +10   | 083٫33  |
| كأس السوبر الإسباني | 13 يناير 2021  | 17 يناير 2021 | نصف النهائي     | الوصيف         | 2     | 0     | 1     | 1     | 3     | 4     | −1    | 000٫00  |
| دوري أبطال أوروبا   | 20 أكتوبر 2020 | 10 مارس 2021  | مرحلة المجموعات | دور الـ16      | 8     | 5     | 1     | 2     | 18    | 10    | +8    | 062٫50  |
| المجموع             | المجموع        | المجموع       | المجموع         | المجموع        | 54    | 34    | 9     | 11    | 122   | 58    | +64   | 062٫96  |

المصدر: المنافسات

### الدوري الإسباني

#### جدول الدوري
| م | الفريق            | لعب | ف  | ت  | خ  | أ.له | أ.ع | أ.ف | نقاط | التأهل أو الهبوط                                |
| - | ----------------- | --- | -- | -- | -- | ---- | --- | --- | ---- | ----------------------------------------------- |
| 1 | أتلتيكو مدريد (C) | 38  | 26 | 8  | 4  | 67   | 25  | +42 | 86   | التأهل إلى مرحلة المجموعات في دوري أبطال أوروبا |
| 2 | ريال مدريد        | 38  | 25 | 9  | 4  | 67   | 28  | +39 | 84   | التأهل إلى مرحلة المجموعات في دوري أبطال أوروبا |
| 3 | برشلونة           | 38  | 24 | 7  | 7  | 85   | 38  | +47 | 79   | التأهل إلى مرحلة المجموعات في دوري أبطال أوروبا |
| 4 | إشبيلية           | 38  | 24 | 5  | 9  | 53   | 33  | +20 | 77   | التأهل إلى مرحلة المجموعات في دوري أبطال أوروبا |
| 5 | ريال سوسيداد      | 38  | 17 | 11 | 10 | 59   | 38  | +21 | 62   | التأهل إلى مرحلة المجموعات في الدوري الأوروبي   |

#### ملخص النتائج
| شامل | شامل | شامل | شامل | شامل | شامل | شامل | شامل | على أرضه | على أرضه | على أرضه | على أرضه | على أرضه | على أرضه | خارج أرضه | خارج أرضه | خارج أرضه | خارج أرضه | خارج أرضه | خارج أرضه |
| لعب  | ف    | ت    | خ    | أ.ل  | أ.ع  | ف.أ  | ن    | ف        | ت        | خ        | أ.ل      | أ.ع      | ف.أ      | ف         | ت         | خ         | أ.ل       | أ.ع       | ف.أ       |
| ---- | ---- | ---- | ---- | ---- | ---- | ---- | ---- | -------- | -------- | -------- | -------- | -------- | -------- | --------- | --------- | --------- | --------- | --------- | --------- |
| 38   | 24   | 7    | 7    | 85   | 38   | +47  | 79   | 11       | 5        | 3        | 44       | 20       | +24      | 13        | 2         | 4         | 41        | 18        | +23       |

مصدر: La Liga

#### النتائج حسب الجولة
| الجولة  | 1  | 2  | 3  | 4 | 5 | 6 | 7  | 8  | 9 | 10 | 11 | 12 | 13 | 14 | 15 | 16 | 17 | 18 | 19 | 20 | 21 | 22 | 23 | 24 | 25 | 26 | 27 | 28 | 29 | 30 | 31 | 32 | 33 | 34 | 35 | 36 | 37 | 38 |
| ------- | -- | -- | -- | - | - | - | -- | -- | - | -- | -- | -- | -- | -- | -- | -- | -- | -- | -- | -- | -- | -- | -- | -- | -- | -- | -- | -- | -- | -- | -- | -- | -- | -- | -- | -- | -- | -- |
| الأرض   | H  | A  | H  | A | H | A | H  | A  | H | A  | H  | A  | H  | H  | A  | H  | A  | A  | H  | A  | H  | A  | H  | H  | A  | A  | H  | A  | H  | A  | H  | A  | H  | A  | H  | A  | H  | A  |
| النتيجة | W  | W  | W  | W | D | L | L  | D  | W | L  | W  | L  | W  | D  | W  | D  | W  | W  | W  | W  | W  | W  | W  | D  | W  | W  | W  | W  | W  | L  | W  | W  | L  | W  | D  | D  | L  | W  |
| المركز  | 12 | 15 | 10 | 5 | 5 | 9 | 12 | 12 | 8 | 13 | 7  | 9  | 8  | 5  | 5  | 6  | 5  | 3  | 3  | 3  | 2  | 3  | 3  | 4  | 2  | 2  | 2  | 2  | 2  | 3  | 3  | 3  | 3  | 3  | 3  | 3  | 3  | 3  |

#### المباريات
أُعلن عن مواعيد مباريات الدوري في الحادي والثلاثين من أغسطس 2020.
| 27 سبتمبر 2020 3         | برشلونة                                             | 4–0   | فياريال | برشلونة                                                    |
| 21:00 ت.و.أ.ص. (ت ع م+2) | - فاتي 15'، 19' - ميسي 35' (ج.) - توريس 45' (هـ.ذ.) | تقرير |         | الملعب: كامب نو الحضور: 0 الحكم: غويليرمو كوادرا فيرنانديز |

| 1 أكتوبر 2020 4          | سيلتا فيغو | 0–3   | برشلونة                                                           | فيغو                                                     |
| 21:30 ت.و.أ.ص. (ت ع م+2) |            | تقرير | - فاتي 11' - لينغليه 23' 42' - أولازا 51' (هـ.ذ.) - روبيرتو 5+90' | الملعب: بالايدوس الحضور: 0 الحكم: كارلوس ديل سيرو غراندي |

| 4 أكتوبر 2020 5          | برشلونة       | 1–1   | إشبيلية         | برشلونة                                            |
| 21:00 ت.و.أ.ص. (ت ع م+2) | - كوتينيو 10' | تقرير | - ل. دي يونغ 8' | الملعب: كامب نو الحضور: 0 الحكم: خيسوس خيل مانزانو |

| 17 أكتوبر 2020 6         | خيتافي          | 1–0   | برشلونة | خيتافي                                                           |
| 21:00 ت.و.أ.ص. (ت ع م+2) | - ماتا 56' (ج.) | تقرير |         | الملعب: كوليسيوم ألفونسو بيريز الحضور: 0 الحكم: سيزار سوتو غرادو |

| 24 أكتوبر 2020 7         | برشلونة   | 1–3   | ريال مدريد                                   | برشلونة                                                |
| 16:00 ت.و.أ.ص. (ت ع م+2) | - فاتي 8' | تقرير | - فالفيردي 5' - راموس 63' (ج.) - مودريتش 90' | الملعب: كامب نو الحضور: 0 الحكم: خوان مارتينيز مونويرا |

| 31 أكتوبر 2020 8       | ألافيس                     | 1–1   | برشلونة       | فيتوريا-غاستيز                                                    |
| 21:00 ت.و.أ. (ت ع م+1) | - خوتا 15' 62' - ريوخا 31' | تقرير | - غريزمان 63' | الملعب: مينديزوروتزا الحضور: 0 الحكم: أليخاندرو هرنانديز هرنانديز |

| 7 نوفمبر 2020 9        | برشلونة                                                           | 5–2   | ريال بيتيس                               | برشلونة                                                    |
| 16:15 ت.و.أ. (ت ع م+1) | - ديمبيلي 22' - غريزمان 33'، 49' - بيدري 90' - ميسي 61' (ج.)، 82' | تقرير | - ماندي 60' - سانابريا 2+45' - لورين 73' | الملعب: كامب نو الحضور: 0 الحكم: غويليرمو كوادرا فيرنانديز |

| 21 نوفمبر 2020 10      | أتلتيكو مدريد   | 1–0   | برشلونة | مدريد                                                                   |
| 21:00 ت.و.أ. (ت ع م+1) | - كاراسكو 3+45' | تقرير |         | الملعب: واندا ميتروبوليتانو الحضور: 0 الحكم: خوسيه لويس مونويرا مونتيرو |

| 29 نوفمبر 2020 11      | برشلونة                                                | 4–0   | أوساسونا | برشلونة                                              |
| 14:00 ت.و.أ. (ت ع م+1) | - برايثوايت 29' - غريزمان 42' - كوتينيو 57' - ميسي 73' | تقرير |          | الملعب: كامب نو الحضور: 0 الحكم: أنتونيو ماتيو لاهوز |

| 5 ديسمبر 2020 12       | قادش                       | 2–1   | برشلونة              | قادس                                                       |
| 21:00 ت.و.أ. (ت ع م+1) | - خيمينيز 8' - نيغريدو 63' | تقرير | - ألكالا 57' (هـ.ذ.) | الملعب: رامون دي كارنازا الحضور: 0 الحكم: سيزار سوتو غرادو |

| 13 ديسمبر 2020 13      | برشلونة    | 1–0   | ليفانتي | برشلونة                                                      |
| 21:00 ت.و.أ. (ت ع م+1) | - ميسي 76' | تقرير |         | الملعب: كامب نو الحضور: 0 الحكم: ريكاردو دي بورغوس بينغوتشيا |

| 16 ديسمبر 2020 19 | برشلونة                  | 2–1   | ريال سوسيداد       | برشلونة                                                      |
| 21:00 ت.و.أ. (ت ع م+1) | - ألبا 31' - دي يونغ 43' | تقرير | - ويليان جوزيه 27' | الملعب: كامب نو الحضور: 0 الحكم: خوسيه ماريا سانشيز مارتينيز |
| ملاحظة: كان من المقرر في الأصل أن تقام المباراة بتاريخ 20 يناير 2021، إلا أنها قُدِّمت لمشاركة الفريقين في كأس السوبر الإسباني. |                          |       |                    |                                                              |

| 19 ديسمبر 2020 14      | برشلونة                          | 2–2   | فالنسيا                   | برشلونة                                                      |
| 16:15 ت.و.أ. (ت ع م+1) | - ميسي 4+45'، 4+45' - أراوخو 52' | تقرير | - دياكابي 29' - غوميز 69' | الملعب: كامب نو الحضور: 0 الحكم: أليخاندرو هرنانديز هرنانديز |

| 22 ديسمبر 2020 15      | بلد الوليد | 0–3   | برشلونة                                  | بلد الوليد                                               |
| 22:00 ت.و.أ. (ت ع م+1) |            | تقرير | - لينغليه 21' - برايثوايت 35' - ميسي 65' | الملعب: خوسيه زوريلا الحضور: 0 الحكم: ماريو ميليرو لوبيز |

| 29 ديسمبر 2020 16      | برشلونة                      | 1–1   | إيبار      | برشلونة                                                |
| 19:15 ت.و.أ. (ت ع م+1) | - برايثوايت 8' - ديمبيلي 67' | تقرير | - كيكي 57' | الملعب: كامب نو الحضور: 0 الحكم: خافيير ألبيرولا روخاس |

| 3 يناير 2021 17        | هويسكا | 0–1   | برشلونة       | وشقة                                                          |
| 21:00 ت.و.أ. (ت ع م+1) |        | تقرير | - دي يونغ 27' | الملعب: إل ألكوراز الحضور: 0 الحكم: غويليرمو كوادرا فيرنانديز |

| 6 يناير 2021 2 | أتلتيك بيلباو              | 2–3   | برشلونة                     | بلباو                                                     |
| 21:00 ت.و.أ. (ت ع م+1) | - ويليامز 3' - مونياين 90' | تقرير | - بيدري 14' - ميسي 38'، 62' | الملعب: سان ماميس الحضور: 0 الحكم: كارلوس ديل سيرو غراندي |
| ملاحظة: كان من المقرر في الأصل أن تقام المباراة بتاريخ 19 سبتمبر 2020، لكنها أُجِّلت بسبب تأخر اختتام مرحلة خروج المغلوب من دوري أبطال أوروبا 2019–20. |                            |       |                             |                                                           |

| 9 يناير 2021 18        | غرناطة       | 0–4   | برشلونة                            | غرناطة                                                                  |
| 18:30 ت.و.أ. (ت ع م+1) | - فاييخو 78' | تقرير | - غريزمان 12'، 63' - ميسي 35'، 42' | الملعب: لوس كارمنس الجديد الحضور: 0 الحكم: ريكاردو دي بورغوس بينغويتشيا |

| 24 يناير 2021 20       | إلتشي | 0–2   | برشلونة                  | ألش                                                           |
| 16:15 ت.و.أ. (ت ع م+1) |       | تقرير | - دي يونغ 39' - بويج 89' | الملعب: مارتينيز فاليرو الحضور: 0 الحكم: فالنتين بيزارو غوميز |

| 31 يناير 2021 21       | برشلونة                  | 2–1   | أتلتيك بيلباو      | برشلونة                                              |
| 21:00 ت.و.أ. (ت ع م+1) | - ميسي 20' - غريزمان 74' | تقرير | - ألبا 49' (هـ.ذ.) | الملعب: كامب نو الحضور: 0 الحكم: أنتونيو ماتيو لاهوز |

| 7 فبراير 2021 22       | ريال بيتيس                | 2–3   | برشلونة                                     | إشبيلية                                                         |
| 21:00 ت.و.أ. (ت ع م+1) | - إغليسياس 38' - رويز 75' | تقرير | - ميسي 59' - رويز 68' (هـ.ذ.) - ترينكاو 87' | الملعب: بينيتو فيامارين الحضور: 0 الحكم: كارلوس ديل سيرو غراندي |

| 13 فبراير 2021 23      | برشلونة                                          | 5–1   | ألافيس      | برشلونة                                              |
| 21:00 ت.و.أ. (ت ع م+1) | - ترينكاو 29'، 74' - ميسي 1+45'، 75' - فيربو 80' | تقرير | - ريوخا 57' | الملعب: كامب نو الحضور: 0 الحكم: خورخي فيغيرا فاسكيز |

| 21 فبراير 2021 24      | برشلونة         | 1–1   | قادش                | برشلونة                                                |
| 14:00 ت.و.أ. (ت ع م+1) | - ميسي 32' (ج.) | تقرير | - فرنانديز 89' (ج.) | الملعب: كامب نو الحضور: 0 الحكم: خوان مارتينيز مونويرا |

| 24 فبراير 2021 1 | برشلونة                    | 3–0   | إلتشي | برشلونة                                                         |
| 19:00 ت.و.أ. (ت ع م+1) | - ميسي 48'، 68' - ألبا 73' | تقرير |       | الملعب: كامب نو الحضور: 0 الحكم: إيسيدرو دياز دي ميرا إسكوديروس |
| ملاحظة: كان من المقرر في الأصل أن تقام المباراة بتاريخ 19 سبتمبر 2020، لكنها أُجِّلت بسبب تأخر اختتام مرحلة خروج المغلوب من دوري أبطال أوروبا 2019–20. |                            |       |       |                                                                 |

| 27 فبراير 2021 25      | إشبيلية | 0–2   | برشلونة                  | إشبيلية                                                                   |
| 16:15 ت.و.أ. (ت ع م+1) |         | تقرير | - ديمبيلي 29' - ميسي 85' | الملعب: رامون سانشيز بيزخوان الحضور: 0 الحكم: أليخاندرو هرنانديز هرنانديز |

| 6 مارس 2021 26         | أوساسونا | 0–2   | برشلونة                 | بنبلونة                                                     |
| 21:00 ت.و.أ. (ت ع م+1) |          | تقرير | - ألبا 30' - موريبا 83' | الملعب: إل سادار الحضور: 0 الحكم: غويليرمو كوادرا فيرنانديز |

| 15 مارس 2021 27        | برشلونة                                      | 4–1   | هويسكا           | برشلونة                                              |
| 21:00 ت.و.أ. (ت ع م+1) | - ميسي 13'، 90' - غريزمان 35' - مينجويزا 53' | تقرير | - مير 4+45' (ج.) | الملعب: كامب نو الحضور: 0 الحكم: أدريان كورديرو فيغا |

| 21 مارس 2021 28        | ريال سوسيداد    | 1–6   | برشلونة                                                     | سان سيباستيان                                              |
| 21:00 ت.و.أ. (ت ع م+1) | - بارينتشيا 77' | تقرير | - غريزمان 37' - ديست 43'، 53' - ميسي 56'، 89' - ديمبيلي 71' | الملعب: أنويتا الحضور: 0 الحكم: خوسيه لويس مونويرا مونتيرو |

| 5 أبريل 2021 29          | برشلونة       | 1–0   | بلد الوليد  | برشلونة                                               |
| 21:00 ت.و.أ.ص. (ت ع م+2) | - ديمبيلي 90' | تقرير | - بلانو 79' | الملعب: كامب نو الحضور: 0 الحكم: سانتياغو خايمي لاتري |

| 10 أبريل 2021 30         | ريال مدريد                                 | 2–1   | برشلونة        | مدريد                                                         |
| 21:00 ت.و.أ.ص. (ت ع م+2) | - بنزيما 13' - كروس 28' - كاسيميرو 89' 90' | تقرير | - مينجويزا 60' | الملعب: ألفريدو دي ستيفانو الحضور: 0 الحكم: خيسوس خيل مانزانو |

| 22 أبريل 2021 31         | برشلونة                                                              | 5–2   | خيتافي                                 | برشلونة                                               |
| 22:00 ت.و.أ.ص. (ت ع م+2) | - ميسي 8'، 33' - شاكلا 28' (هـ.ذ.) - أراوخو 87' - غريزمان 3+90' (ج.) | تقرير | - لينغليه 12' (هـ.ذ.) - أونال 69' (ج.) | الملعب: كامب نو الحضور: 0 الحكم: خورخي فيغيروا فازكيز |

| 25 أبريل 2021 32         | فياريال                       | 1–2   | برشلونة            | فياريال                                                        |
| 16:15 ت.و.أ.ص. (ت ع م+2) | - تشوكويزي 26' - تريغيروس 65' | تقرير | - غريزمان 28'، 35' | الملعب: ملعب السيراميك الحضور: 0 الحكم: كارلوس ديل سيرو غراندي |

| 29 أبريل 2021 33         | برشلونة    | 1–2   | غرناطة                    | برشلونة                                                |
| 19:00 ت.و.أ.ص. (ت ع م+2) | - ميسي 23' | تقرير | - ماتشيس 63' - مولينا 79' | الملعب: كامب نو الحضور: 0 الحكم: بابلو غونزاليس فورتيس |

| 2 مايو 2021 34           | فالنسيا                   | 2–3 | برشلونة                            | بلنسية                                                       |
| 21:00 ت.و.أ.ص. (ت ع م+2) | - غابرييل 50' - سولير 83' |     | - ميسي 57'، 57'، 69' - غريزمان 63' | الملعب: ميستايا الحضور: 0 الحكم: خوسيه ماريا سانشيز مارتينيز |

| 8 مايو 2021 35           | برشلونة | 0–0   | أتلتيكو مدريد | برشلونة                                              |
| 16:15 ت.و.أ.ص. (ت ع م+2) |         | تقرير |               | الملعب: كامب نو الحضور: 0 الحكم: أنتونيو ماتيو لاهوز |

| 11 مايو 2021 36          | ليفانتي                         | 3–3   | برشلونة                              | بلنسية                                                                |
| 22:00 ت.و.أ.ص. (ت ع م+2) | ميليرو 57' موراليس 59' ليون 83' | تقرير | - ميسي 25' - بيدري 34' - ديمبيلي 64' | الملعب: سيوداد دي فالنسيا الحضور: 0 الحكم: خوسيه لويس مونويرا مونتيرو |

| 16 مايو 2021 37          | برشلونة                      | 1–2   | سيلتا فيغو      | برشلونة                                                       |
| 18:30 ت.و.أ.ص. (ت ع م+2) | - ميسي 28' - لينغليه 73' 83' | تقرير | - مينا 38'، 89' | الملعب: كامب نو الحضور: 0 الحكم: ريكاردو دي بورغوس بينغويتشيا |

| 22 مايو 2021 38          | إيبار | 0–1   | برشلونة       | إيبار                                                 |
| 18:00 ت.و.أ.ص. (ت ع م+2) |       | تقرير | - غريزمان 81' | الملعب: إيبوروا الحضور: 0 الحكم: سانتياغو خايمي لاتري |

### كأس ملك إسبانيا
| 21 يناير 2021 دور الـ32 | كورنيا | 0–2 | برشلونة | كورنيلا دي يوبريغات        |
| 21:00 CET (ت ع م+01:00) |        |     |         | الملعب: Nou Camp Municipal |

### كأس السوبر الإسباني
أجريت قرعة مرحلة المجموعة في 17 ديسمبر 2020.
| 13 يناير 2021 نصف النهائي                                                      | ريال سوسيداد                                         | 1–1 (ب.و.إ.) (2–3 ج)                                               | برشلونة                                                        | قرطبة                                                                  |
| 21:00 CET (ت ع م+01:00)                                                        | - ميكيل أويارزابال 51' (ركل.) - روبين لو نورماند 58' | تقرير                                                              | - فرينكي دي يونغ 39' - عثمان ديمبيلي 54' - أوسكار مينجويزا 97' | الملعب: ملعب نويفو اركانخيل الحضور: 0 الحكم: José Luis Munuera Montero |
|                                                                                | ركلات الجزاء                                         |                                                                    |                                                                |                                                                        |
| - جون باوتيستا - ميكيل أويارزابال - ويليان جوزيه - ميكل ميرينو - عدنان يانوزاي |                                                      | - فرينكي دي يونغ - عثمان ديمبيلي - بيانيتش - أنطوان غريزمان - Puig |                                                                |                                                                        |

| 17 يناير 2021 النهائي   | برشلونة | 2–3 (ب.و.إ.) | أتلتيك بيلباو | إشبيلية                                                    |
| 21:00 CET (ت ع م+01:00) |         |              |               | الملعب: ملعب لا كارتوخا الحضور: 0 الحكم: خيسوس خيل مانزانو |

### دوري أبطال أوروبا

#### مرحلة المجموعات
أجريت قرعة مرحلة المجموعات في 1 أكتوبر 2020.
| م | الفريق        | لعب | ف | ت | خ | أ.له | أ.ع | أ.ف | نقاط | التأهل                        |  | يوفنتوس | برشلونة | دينامو | فيرينتسفاروشي |
| - | ------------- | --- | - | - | - | ---- | --- | --- | ---- | ----------------------------- |  | ------- | ------- | ------ | ------------- |
| 1 | يوفنتوس       | 6   | 5 | 0 | 1 | 14   | 4   | +10 | 15   | التأهل إلى مرحلة خروج المغلوب |  | —       | 0–2     | 3–0    | 2–1           |
| 2 | برشلونة       | 6   | 5 | 0 | 1 | 16   | 5   | +11 | 15   | التأهل إلى مرحلة خروج المغلوب |  | 0–3     | —       | 2–1    | 5–1           |
| 3 | دينامو كييف   | 6   | 1 | 1 | 4 | 4    | 13  | −9  | 4    | الانتقال إلى الدوري الأوروبي  |  | 0–2     | 0–4     | —      | 1–0           |
| 4 | فيرينتسفاروشي | 6   | 0 | 1 | 5 | 5    | 17  | −12 | 1    |                               |  | 1–4     | 0–3     | 2–2    | —             |

1. 1 2 3 4 5 6 7 8 9 10 11 12 13 14 15 16 17 18 19 20 21 22 23 24 25 26 27 28 29 30 31 32 33 34 35 36 37 38  أقيمت المباراة خلف أبوابٍ مغلقة بسبب جائحة فيروس كورونا في إسبانيا.[37]
2. 1 2  متعادلان في عدد النقاط في المواجهات المباشرة (3). الأهداف خارج الديار في المواجهات المباشرة: يوفنتوس +1، برشلونة –1.

| 20 أكتوبر 2020 1         | برشلونة | 5–1   | نادي فيرينتسفاروشي                                                                     | برشلونة, إسبانيا                                                       |
| 21:00 CEST (ت ع م+02:00) | - ليونيل ميسي 27' (ركل.) - Fati 42' - فيليبي كوتينيو 52' - جيرارد بيكيه 68' - بيدري 82' - عثمان ديمبيلي 89' | تقرير | - عيسى العيدوني 32' - تشيفيتش 44' - إيهور كهارتاين 70' (ركل.), 85' - كوفاتشيفيتش 90+1' | الملعب: كامب نو الحضور: 0 الحكم: ساندرو شيرر (اتحاد سويسرا لكرة القدم) |

| 28 أكتوبر 2020 2        | يوفنتوس                                                                              | 0–2   | برشلونة                                                            | تورينو, إيطاليا                                                                        |
| 21:00 CET (ت ع م+01:00) | - ديان كولوسيفسكي 45+3' - مريخ دميرال 70' 85' - خوان كوادرادو 74' - أدريان رابيو 79' | تقرير | - عثمان ديمبيلي 14' - سيرجي روبيرتو 60' - ليونيل ميسي 90+1' (ركل.) | الملعب: ملعب يوفنتوس الحضور: 0 الحكم: داني ماكيلي (الاتحاد الملكي الهولندي لكرة القدم) |

| 4 نوفمبر 2020 3         | برشلونة                                    | 2–1   | دينامو كييف                                  | برشلونة, إسبانيا                                                             |
| 21:00 CET (ت ع م+01:00) | - ليونيل ميسي 5' (ركل.) - جيرارد بيكيه 65' | تقرير | - فيتالي بويالسكي 70' - فيكتور تسيهانكوف 75' | الملعب: كامب نو الحضور: 0 الحكم: مايكل أوليفر (الاتحاد الإنجليزي لكرة القدم) |

| 24 نوفمبر 2020 4        | دينامو كييف       | 0–4   | برشلونة                                                                            | كييف, أوكرانيا                                                                              |
| 22:00 EET (ت ع م+02:00) | - دينيس بوبوف 69' | تقرير | - بيانيتش 16' - ديست 52' - مارتين برايثوايت 57'، 70' (ر.ج.) - أنطوان غريزمان 90+2' | الملعب: مجمع أولمبيسكي الوطني الرياضي الحضور: 0 الحكم: ماتي يوغ (اتحاد سلوفينيا لكرة القدم) |

| 2 ديسمبر 2020 5         | نادي فيرينتسفاروشي | 0–3   | برشلونة | بودابست, المجر                                                                         |
| 21:00 CET (ت ع م+01:00) | - دافيد سيغير 28'  | تقرير | - أنطوان غريزمان 14', 53' - مارتين برايثوايت 20' - عثمان ديمبيلي 28' (ركل.) - سيرجيو بوسكيتس 30' - فرانسيسكو ترينكاو 70' | الملعب: بوشكاش أرينا الحضور: 0 الحكم: أليكسي كولباكوف (اتحاد روسيا البيضاء لكرة القدم) |

| 8 ديسمبر 2020 6         | برشلونة                                                                 | 0–3   | يوفنتوس | برشلونة, إسبانيا                                                            |
| 21:00 CET (ت ع م+01:00) | - Alba 27' - كليمان لينغليه 31' - صامويل أومتيتي 60' - جونيور فيربو 78' | تقرير | - كريستيانو رونالدو 13' (ركل.)، 52' (ر.ج.) - وستون مكيني 20' - آرون رامزي 29' - ألفارو موراتا 54' - دانيلو 69' | الملعب: كامب نو الحضور: 0 الحكم: توبياس ستيلر (الاتحاد الألماني لكرة القدم) |

#### مرحلة خروج المغلوب

##### دور الـ16
أجريت قرعة دور الـ16 في 14 ديسمبر 2020.
| 16 فبراير 2021 مباراة الذهاب | برشلونة         | 1–4   | باريس سان جيرمان                | برشلونة، إسبانيا                                       |
| 21:00 ت.و.أ (ت ع م+1)        | - ميسي 27' (ج.) | تقرير | - مبابي 32'، 65'، 85' - كين 70' | الملعب: كامب نو الحضور: 0 الحكم: بيورن كويبرس (هولندا) |

| 10 مارس 2021 مباراة الإياب | باريس سان جيرمان | 1–1 (5–2 إجم.) | برشلونة           | باريس، فرنسا                                                   |
| 21:00 ت.و.أ (ت ع م+1)      | - مبابي 31' (ج.) | تقرير          | - ميسي 37'، 3+45' | الملعب: حديقة الأمراء الحضور: 0 الحكم: أنتوني تايلور (إنجلترا) |

## وصلات خارجية
- الموقع الرسمي لنادي برشلونة